# ベスパ

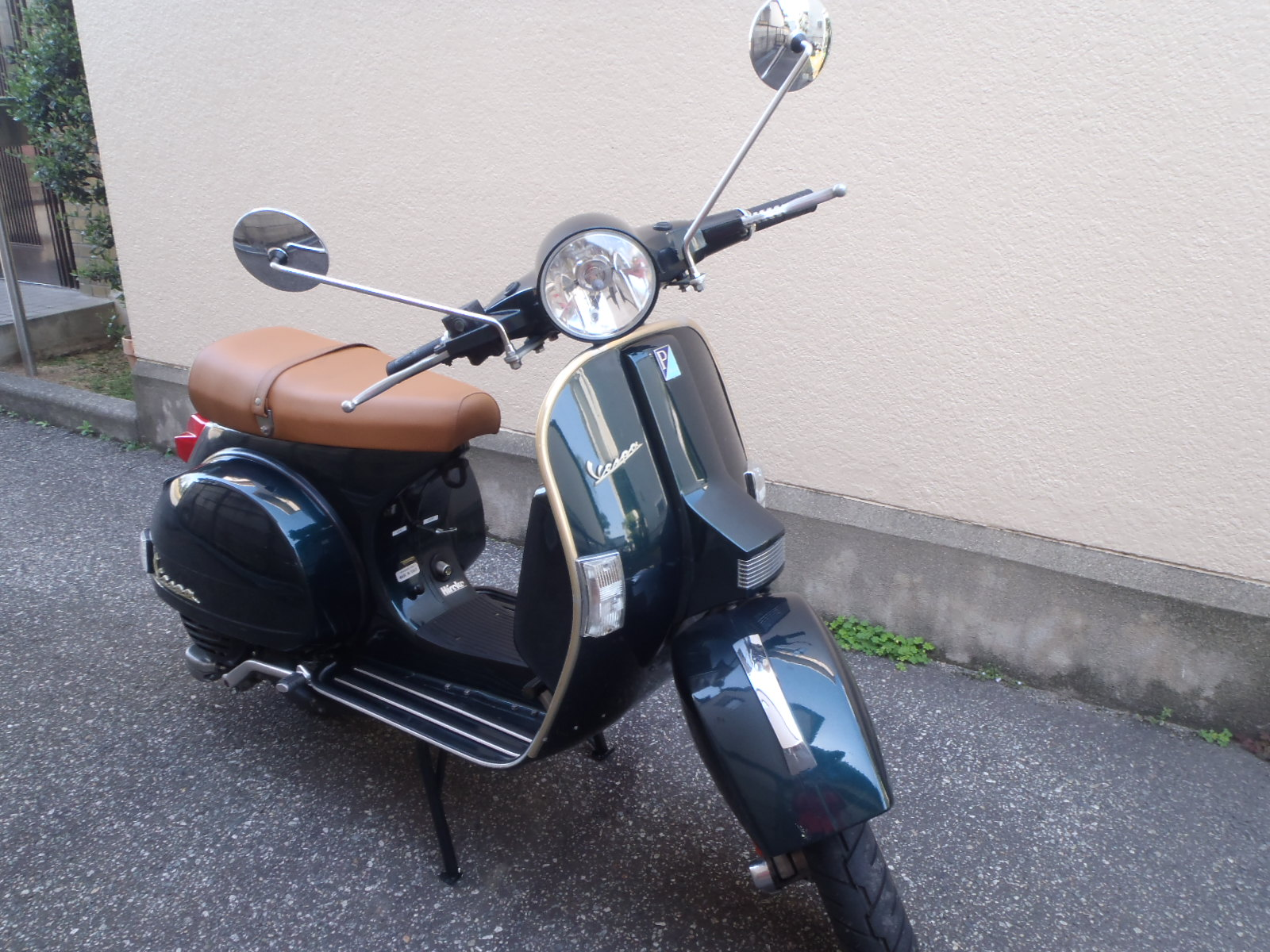
vespa px200fl2

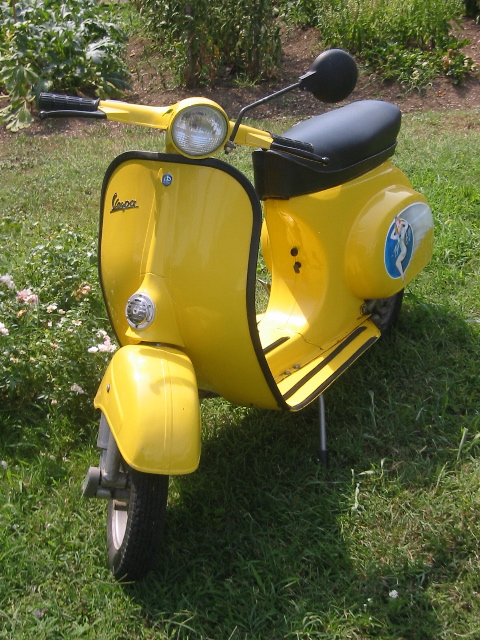
ベスパ

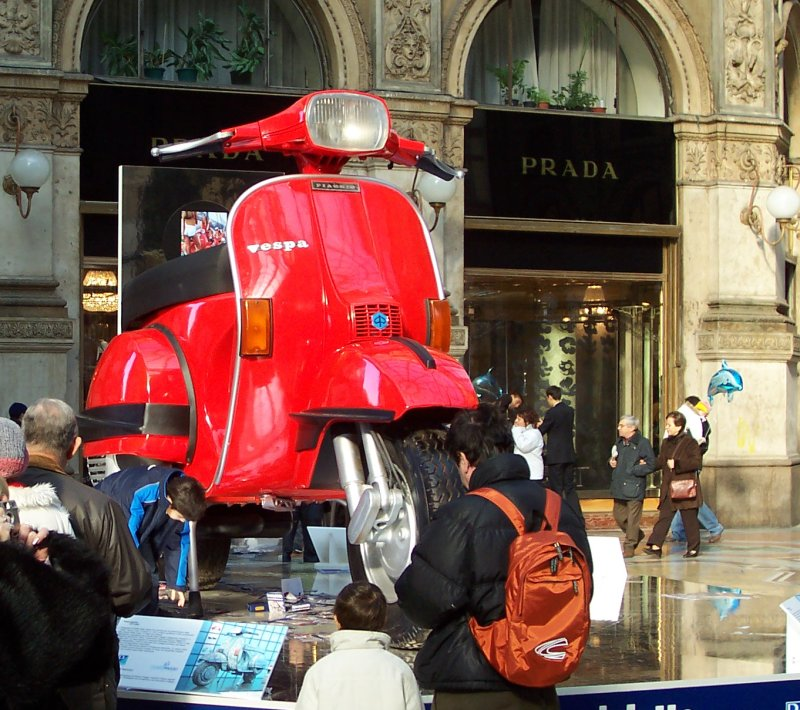
ミラノにあるベスパのモニュメント

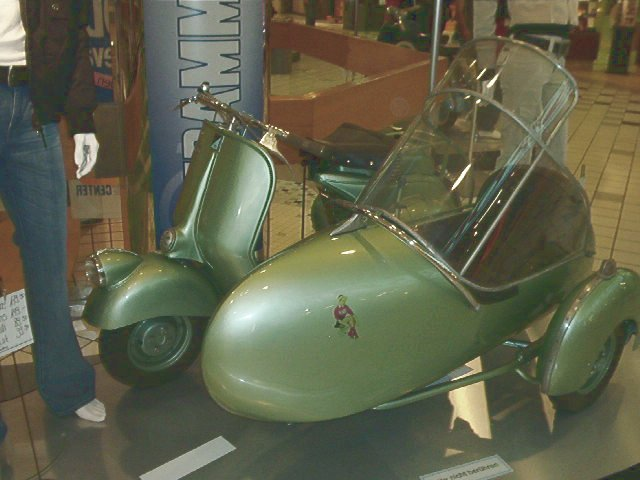
サイドカーつきベスパ

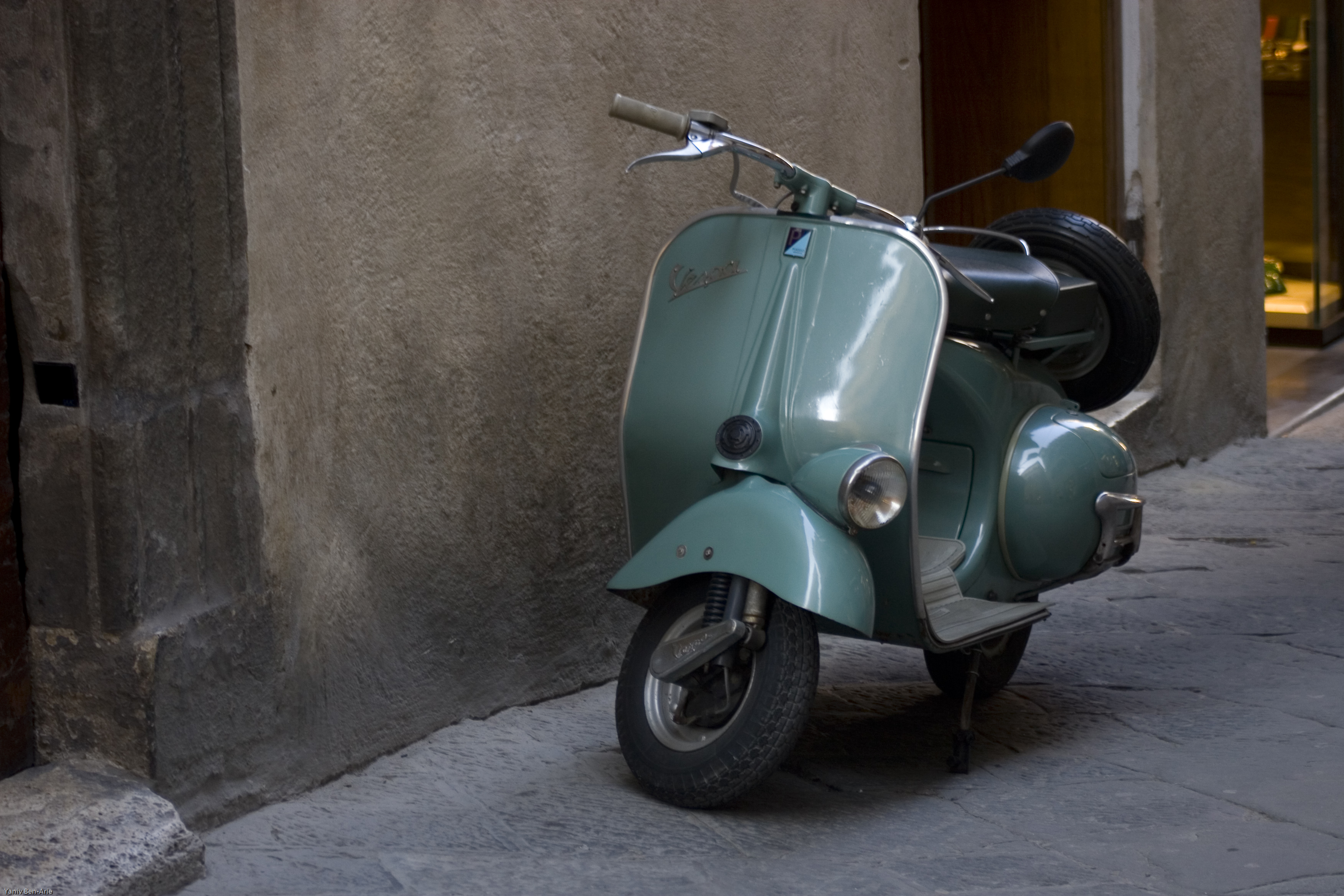
フェンダーライト、バーハンドルの古いベスパ

ベスパ 、ヴェスパ（イタリア語: Vespa） とは、イタリアのオートバイ・メーカー、ピアッジオが製造販売するスクーターの製品名。イタリア語でスズメバチを意味する。

## 概要
航空機メーカーであったピアッジオが、第二次世界大戦後の復興期イタリアにおいて民需転換する目的で開発された小型スクーターである。その基本的な設計コンセプトは航空技術者のコラディーノ・ダスカニオ(Corradino D'Ascanio)によるもので、従来のオートバイや既存のスクーターにおける既成概念を破却した、極めてユニークな構造を持っていた。
最初のベスパは1946年に登場した。スチールモノコックボディや、駆動部まで含めて一体化されたスイングユニットのエンジンは、当時としては画期的だった。航空機の胴体に使われるモノコック構造や、タイヤ交換を容易にする前輪の片持ちサスペンション（降着装置と同じ）など航空機メーカーとして蓄積した技術が使われている。初期のベスパは戦後大衆への普及を意図した大衆車であり、後にインド及び東南アジア各国でもライセンス生産され、広く使用されてきた。
1980年のパリ・ダカール・ラリーにはワークス・チームを組んでP200が4台参戦、うち2台が完走を果たしている。

## モデル一覧

### 現行車種
ベスパ（スズメバチ）という名前の由来にもなった甲高い2ストロークエンジン＋ハンドシフトによるマニュアルのエンジン音だったが、欧州の排気ガス規制基準（ユーロ・エミッション）への適合から、2000年代以降に登場したベスパは4ストロークエンジン＋オートマ（Vベルト式CVT）の組み合わせを採用するようになった（50ccは2ストローク）が、外観やスチールモノコックボディ、前輪片持ちサスペンションといったベスパならではの伝統的特徴は継承されている。
- LX系 - 2005年に発表された丸型ヘッドライトの新モデル。
  - LX50 - 2ストローク
  - LX125/150 - エンジン以外は全て共通。
  - LXV125 - 創業60周年記念車の市販モデル。本革製サドル採用。
  - LXV125_Navy - LXV125のサドルを合成レザーに変更したモデル。
- S系 - 70年代のPrimaveraデザインを踏襲した角型ヘッドライトのモデル。エンジンはLX系と共通。
  - S50 - 2ストローク
  - S125
- GT系 - 2005年に発表された。12インチホイールを採用したフラッグシップ。クォーサーエンジンを搭載。
  - GT200 L
  - GTS250ie
  - GTV250ie - 創業60周年記念のコンセプト車の市販版
  - GTV250_Navy - 創業60周年記念のコンセプト車の市販版
  - GTS300ie Super - 歴代中最大の排気量のモデル
- その他
  - 50ET2 FL - 50ccの2ストローク。シート高を96年型の50 ET2から25mm下げたモデル。
  - VESPA 946 - 2013年に発表。ベスパのプロトタイプ車「MP6」を現代風にリファインしたモデル。125cc。

### 生産終了車種
| - VESPA 98 - 1946年 - VESPA 125 - 1948年 - VESPA 125 SPORT - 1952年 - VESPA 125 U - 1953年 - VESPA 150 GS - 1955年 - VESPA 150 GL - 1956年 - VESPA 125 - 1957年 - VESPA 150 - 1957年 - VESPA 150 N - 1960年 - VESPA 160 GS - 1962年 - VESPA 125 GT - 1962年 - VESPA 150 GL - 1962年 - VESPA 50 N - 1963年 - VESPA 50 S - 1963年 - VESPA 90 - 1963年 - VESPA 180 SS - 1966年 - VESPA 50 SS - 1965年 - VESPA 90 SS - 1965年 - VESPA 125 NUOVA - 1965年 - VESPA 125 SUPER - 1965年 - VESPA 150 SPRINT - 1965年 - VESPA 50 L - 1966年 - VESPA 125 GT - 1966年 - VESPA 125 PRIMAVERA - 1967年 | - VESPA 125 GTR - 1968年 - VESPA 180 RALLY - 1968年 - VESPA 50 R - 1969年 - VESPA 50 ELECTRIC START - 1969年 - VESPA 150 SPRINT V - 1969年 - VESPA 50 SPRINTER - 1971年 - VESPA 90 RACE - 1971年 - VESPA 200 RALLY - 1972年 - VESPA 50 SR - 1975年 - VESPA 125 TS - 1975年 - VESPA 125 PRIMAVERA ET3 - 1976年 - VESPA P200E - 1977年 - VESPA 100 - 1978年 - VESPA PX125E - 1981年 - VESPA PX150E - 1981年 - VESPA PX200E - 1983年 - VESPA 50 Automatica - 1990年 - VESPA 125 Automatica - 1990年 - VESPA 50 ET2 - 1996年 - VESPA 125 ET4 - 1996年 - VESPA 150 ET4 - 1999年 - LX60 (125cc) - 2006年 60周年記念モデル - GT60 (250cc) - 2006年 |

### その他
三輪

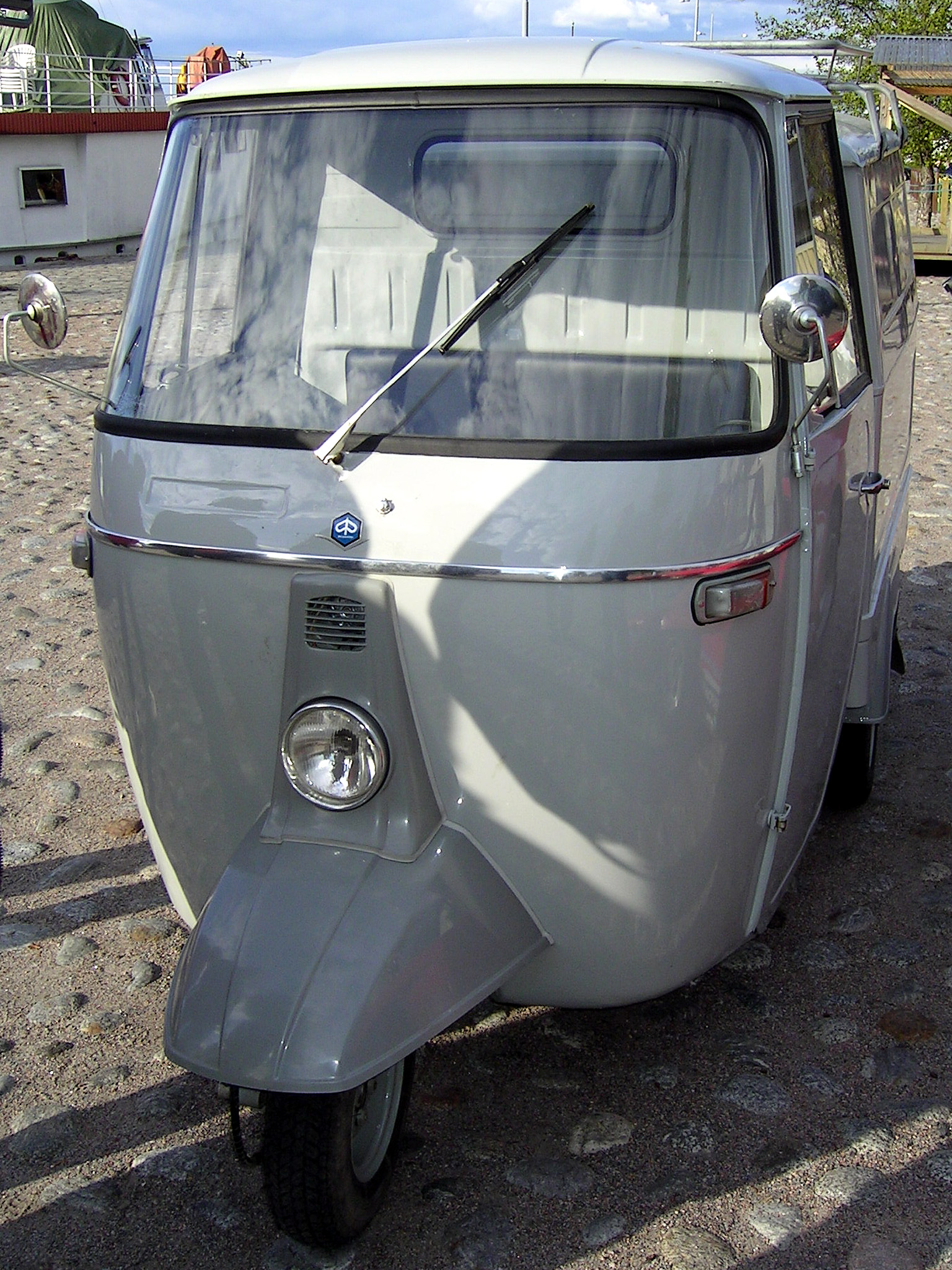
Vespa Ape

- Ape - ベスパの後輪を2輪にした軽便な輸送車輌。当初無蓋で、有蓋荷室を備えたり、車体を大型するなど、バリエーションを増やした。アペと発音し、イタリア語でミツバチの意味。
  - Ape A - 1948年、200kg積、2サイクル単気筒125cc発売。8インチタイヤ。
  - Ape B - 1952年、150cc化。
  - Ape C - 1956年、運転室付加。
  - Ape D - 170cc化。インドでも生産され、初代のオートリクシャーになった。トレーラー(700kg積)も発売。
  - Ape MP - 1966年、リアエンジン化とロングホイールベース化、500kg積190cc発売。10インチタイヤ。
  - Ape MPV - 1968年、600kg積化。1971年220cc発売。
  - Ape 50 - 1969年、車体を小型化、50cc発売。2気筒125ccも発売。
  - Ape TM - 1982年、2人乗り丸ハンドル、220cc発売。1984年、ディーゼル422cc発売。1998年、EV発売。

四輪
- Vespa 400 - 2枚ドアの乗用車。2人乗り、2ストローク2気筒14hp、最高速度：90km/h、全長:2835mm、全幅：1270mm、全高：1250mm。

軍用車両型

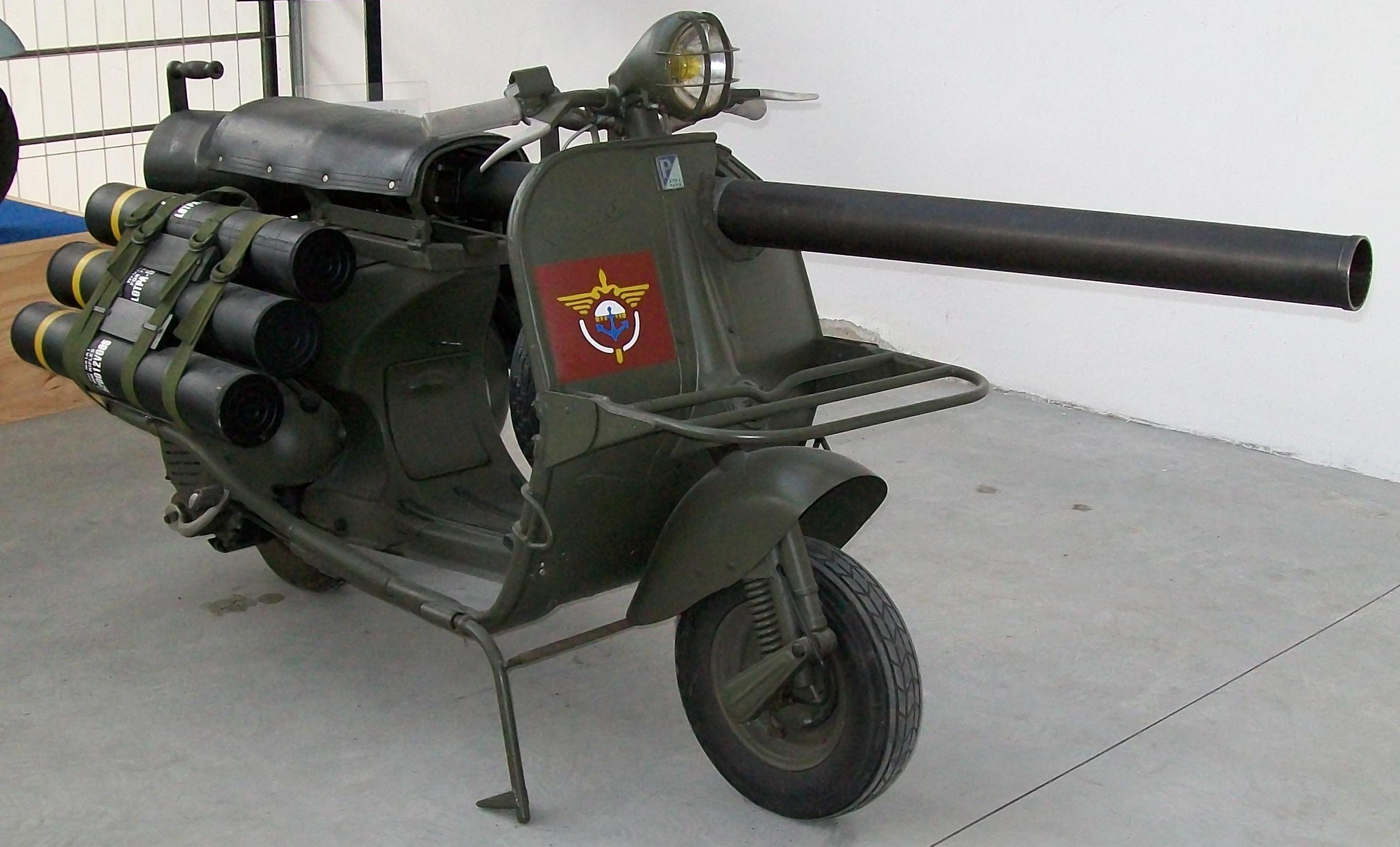
ベスパ 150 TAP

- ベスパ 150 TAP - フランスの空挺部隊で使用された、ベスパ 150 に無反動砲を搭載した即製戦闘車両。1956年開発。当時フランスでベスパのライセンス生産を行っていたACMA社によって約500両程度が製造された。

## 日本での扱い
- 日本においては、その独特のデザインと、映画、ドラマ等に使用された事により人気を呼んだ。中でも「ビンテージシリーズ」と呼ばれる排気量50cc - 125ccの小型車種は、旧式化によりイタリア本国での製造が終了したにも拘らず、日本国内での人気から特別に日本向け輸出製品として再生産された。
- ビンテージシリーズは、バッテリーレスや混合給油といった簡素な機構となっている。日本では、国産車と比較して旧式の機構から「操作が難しい」、「壊れやすい」イメージがあるが、本来耐久性は高い。
- インドLML社はPXシリーズを以前からライセンス生産しており、日本国内でも「スターデラックス」として輸入販売されていた。

## 登場した映像作品

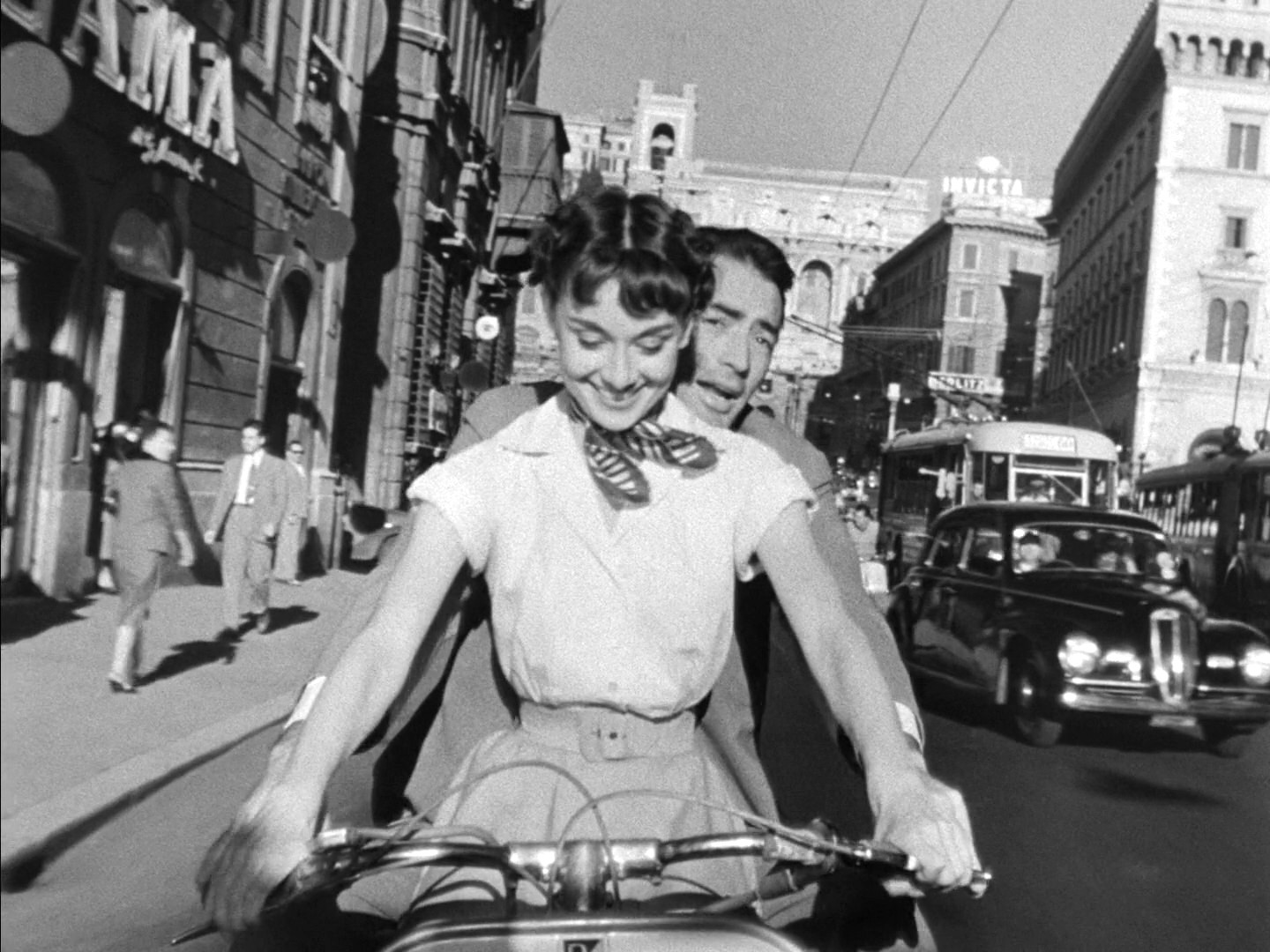
ローマの休日でのベスパ

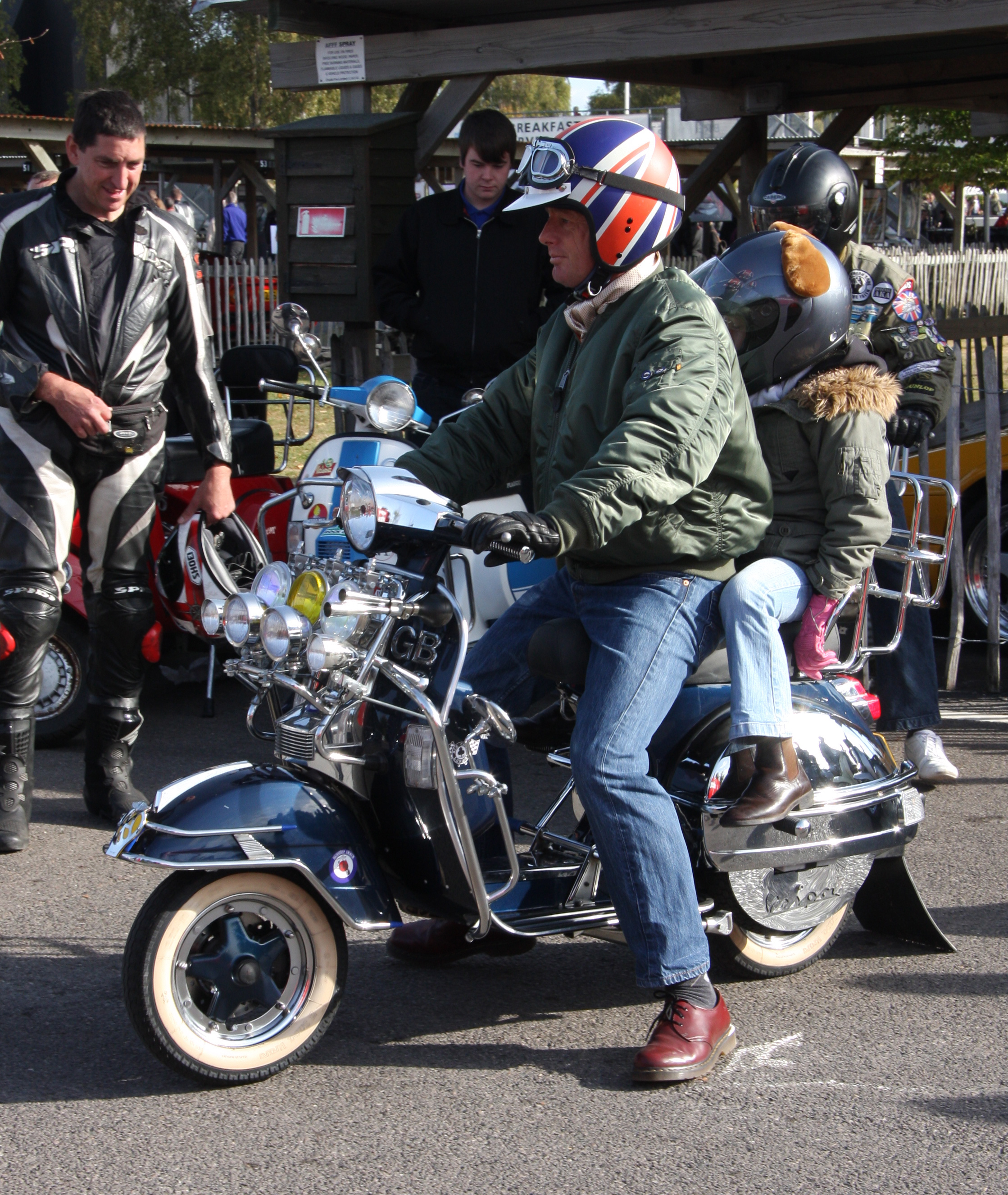
モッズ仕様のベスパ

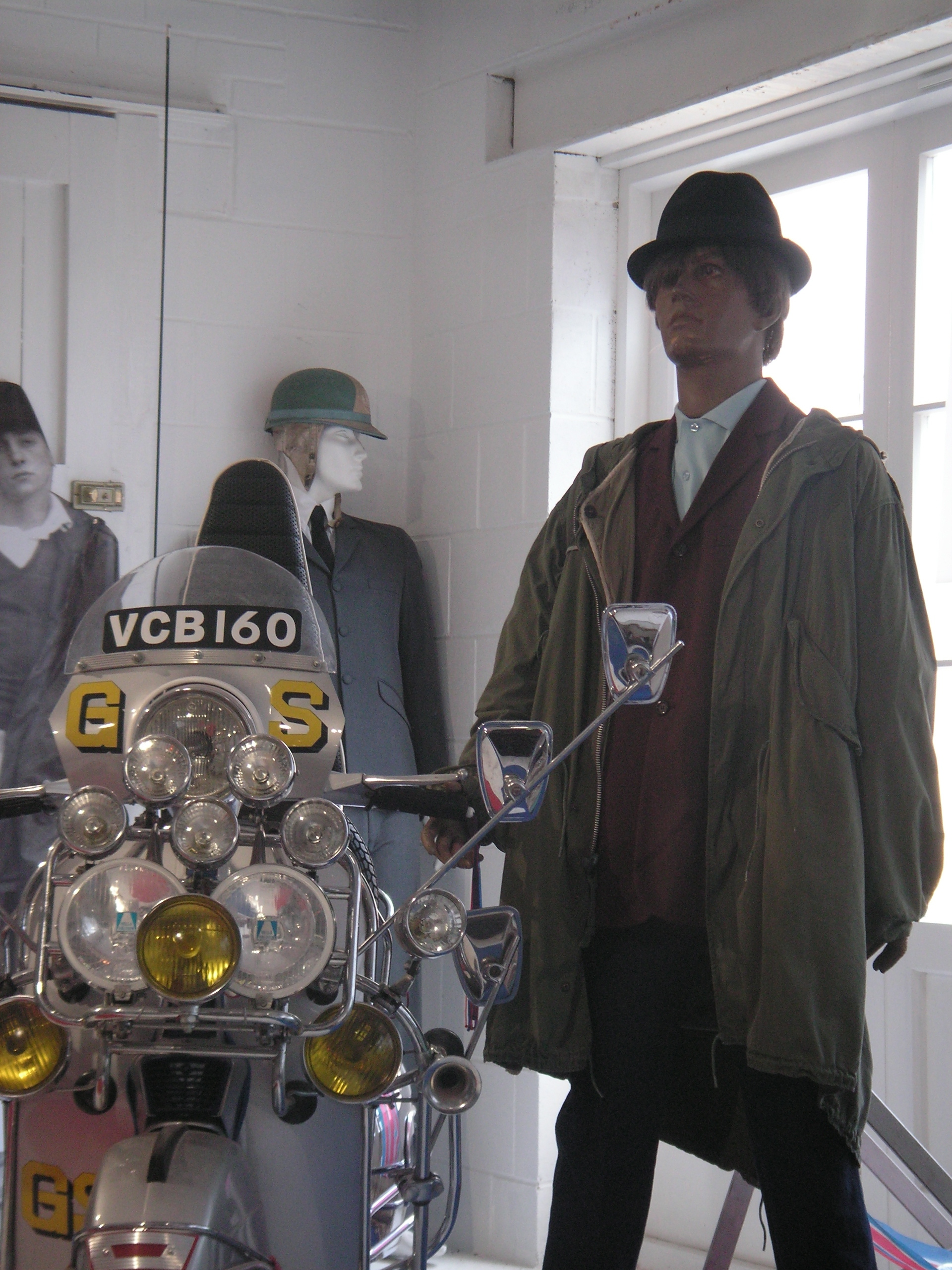
同じくモッズ仕様のベスパ。ウインドシールドのある車両の場合、このようにナンバープレートの文字が貼られることも

- 1953年公開の映画『ローマの休日』でグレゴリー・ペックが演じる新聞記者とオードリー・ヘプバーンが演じるアン王女が、ローマ市内を125ccに二人乗りで見物するシーンがあり、日本でも愛好家が増えた。
- 1973年公開のリチャード・ドレイファスらの出演した『アメリカン・グラフィティ』では、クラッチ操作を誤りゴミ缶に衝突するシーンがある。
- 1960年代に英国で流行したモッズは、多数のライトやミラーなどで装飾されたベスパやランブレッタなどのスクーターを好んだ。モッズを描いた1979年公開の英国映画『さらば青春の光』ではウインドシールドを装備、多数のミラーとヘッドライトを付けるなど派手なカスタムを施した「モッズ仕様」のベスパが多数登場する。
- 1979年に日本テレビ系列で放映された『探偵物語』で松田優作が乗り、日本で人気が再燃した。
- 2000年、日本のアニメーション作品『フリクリ』に登場する謎の女性ハル子の愛車 (vespa180ss) として登場。エンディングは実物のベスパが使用された実写ストップモーション映像となっている。続編にあたる2018年公開のフリクリ オルタナ・プログレではベスパと公式にコラボレーションが行われた[1]。
- 2005年にBBCで放映された『ドクター・フー』では10代目ドクターがローズとともに1953年のロンドン下町を二人乗りするシーンがある。（シーズン２ 第７話）